# Jeskyně a umění z doby ledové v pohoří Švábská Alba
Jeskyně a umění z doby ledové v pohoří Švábská Alba je název jedné z německých památek světového dědictví UNESCO.
Jde o soubor šesti jeskyní Hohler Fels, Sirgensteinhöhle, Geißenklösterle, Bocksteinhöhle, Hohlenstein-Stadel a Vogelherdhöhle v Bádensku-Württembersku (zemské okresy Alba-Dunaj a Heidenheim), které moderní lidé v době ledové používali jako úkryt před asi 33 000 až 43 000 lety.

Jeskyně se nacházejí v údolích řek Lone a Ach. V jeskyních byla objevena mimo jiné soška ženské podoby, vyřezávané figurky zvířat (včetně jeskynních lvů, mamutů, koní a dobytka), hudební nástroje a osobní ozdoby a další. Tato archeologická naleziště obsahují některá z nejstarších figurativních uměleckých děl na světě a vrhají světlo na původ lidského uměleckého vývoje. 

## Fotogalerie

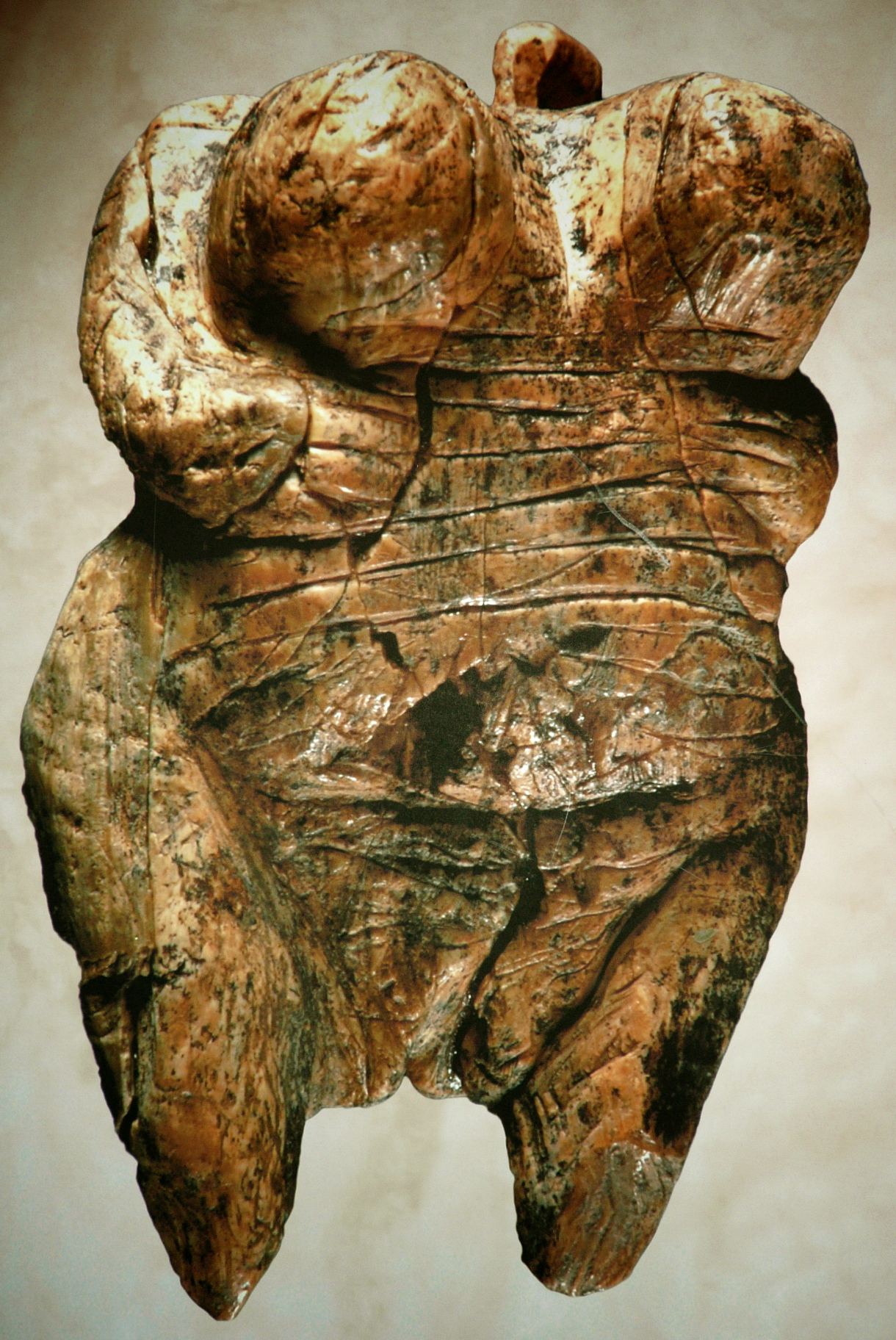
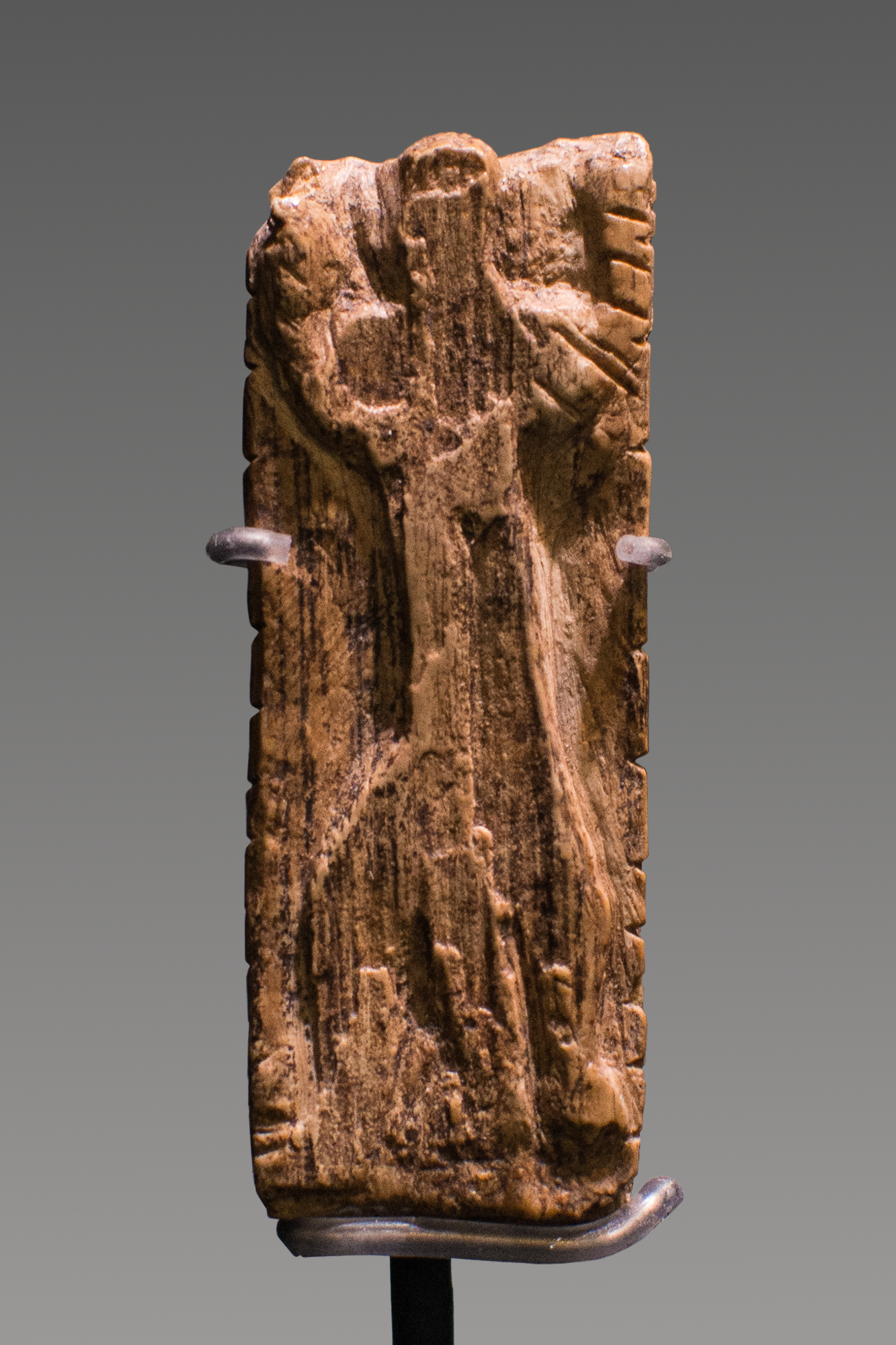
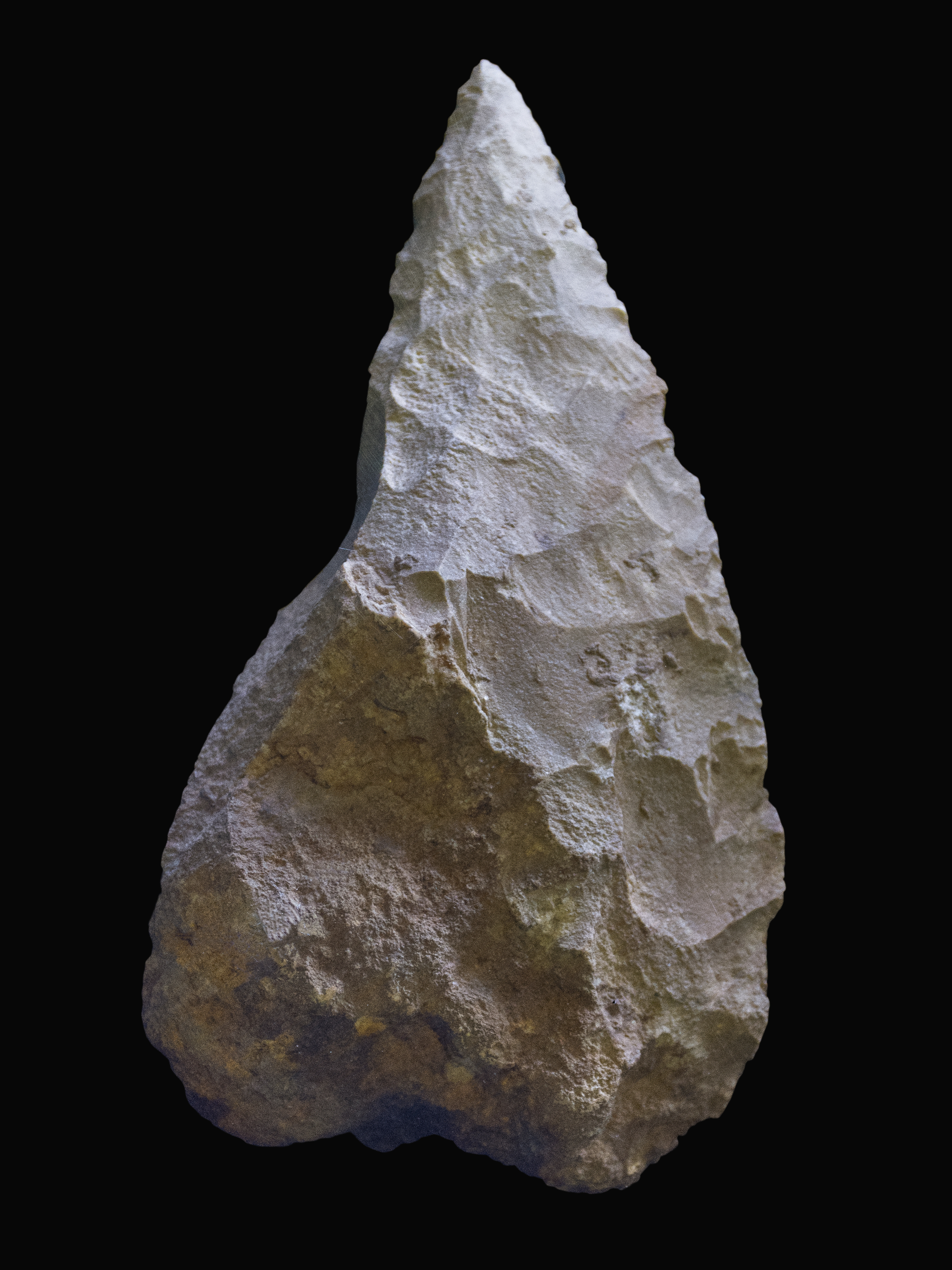
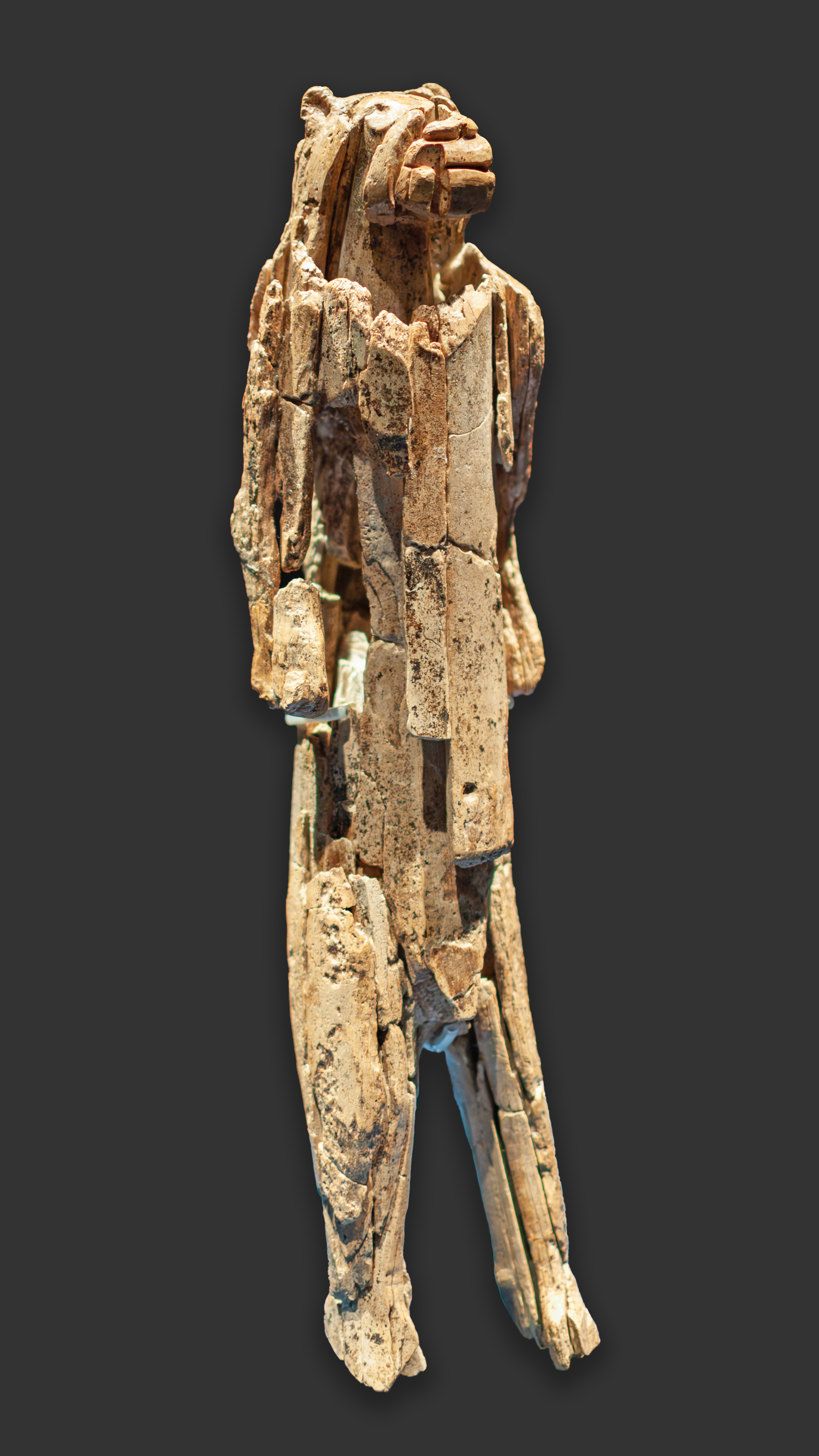
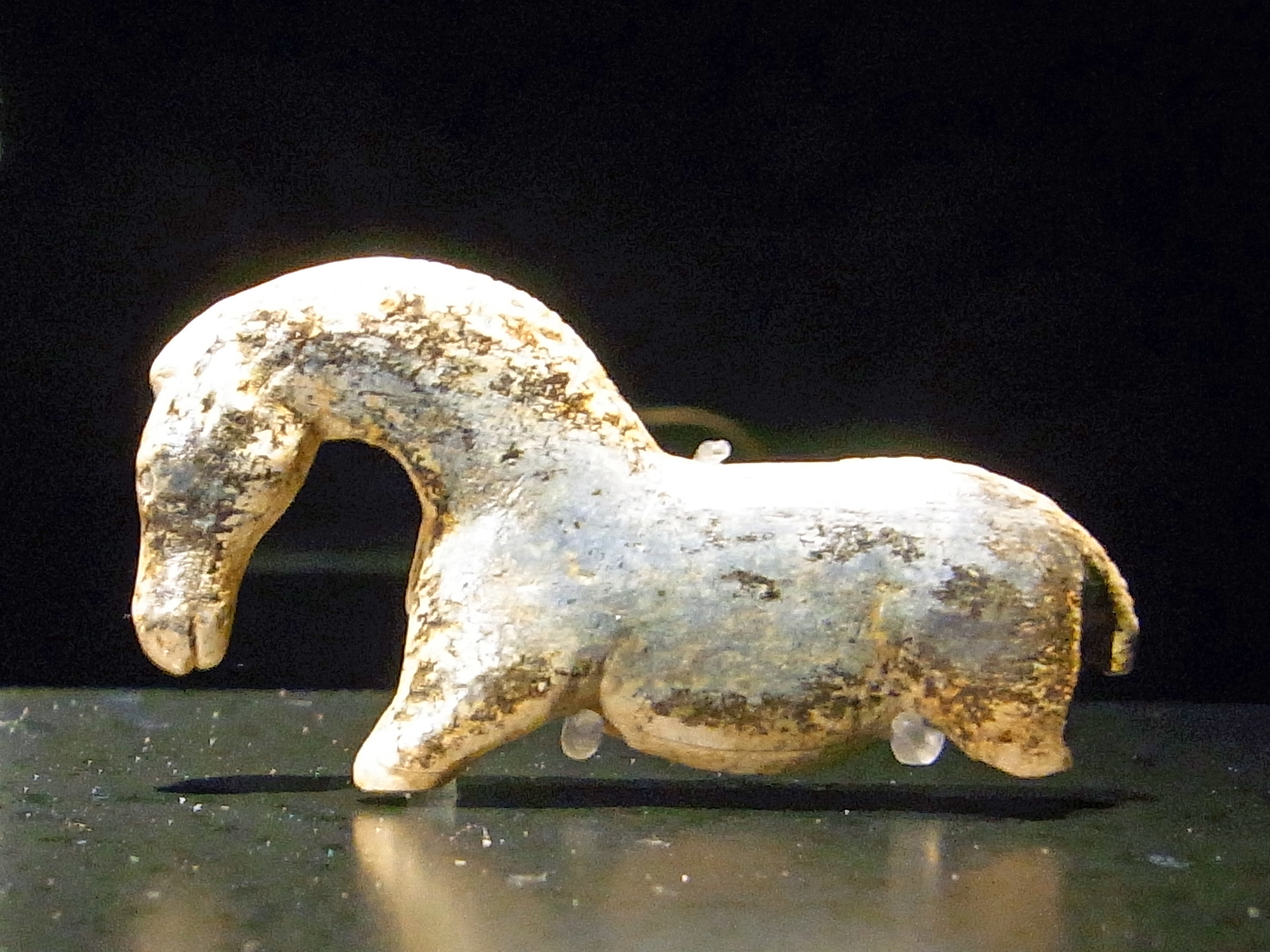
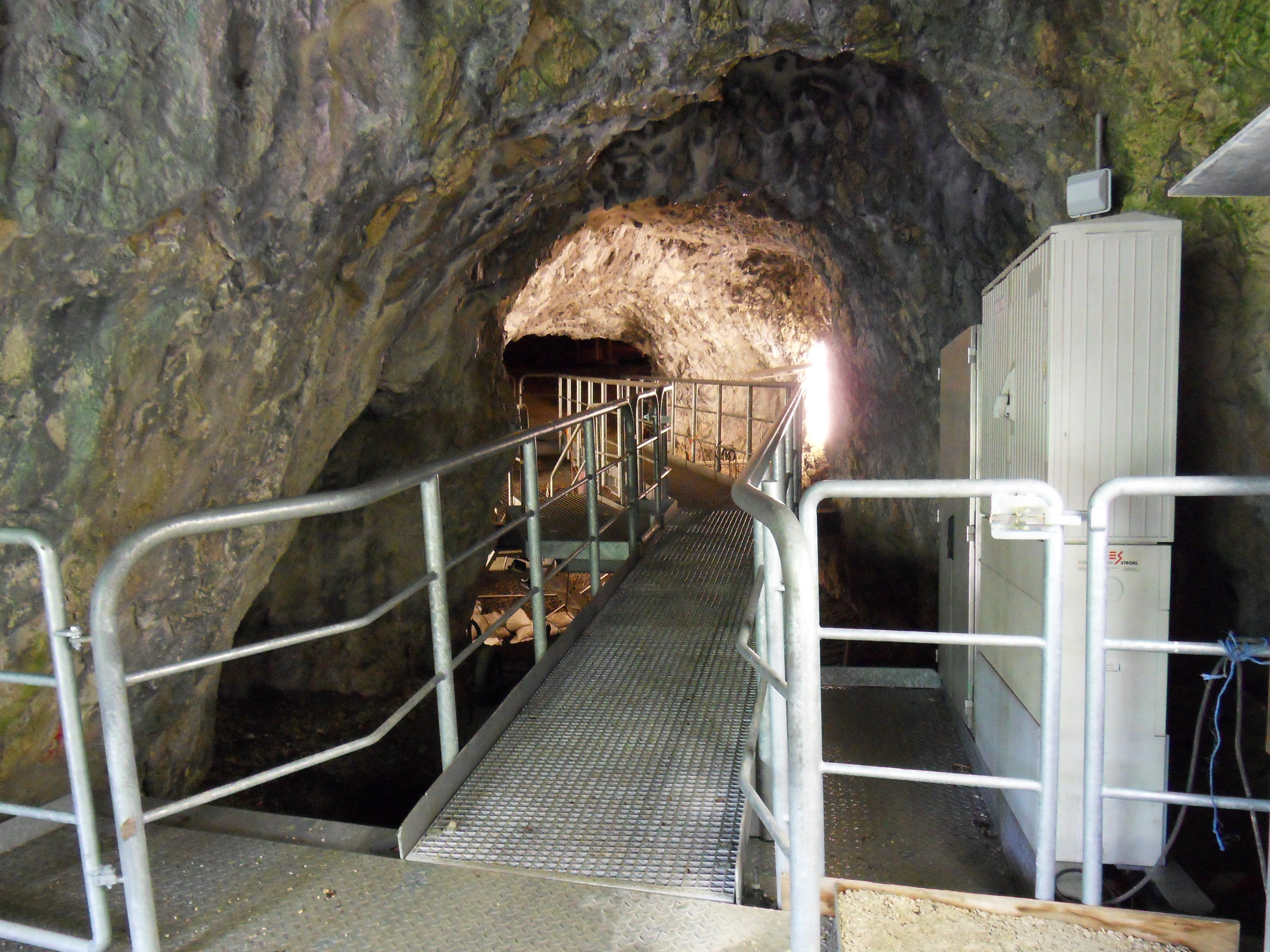
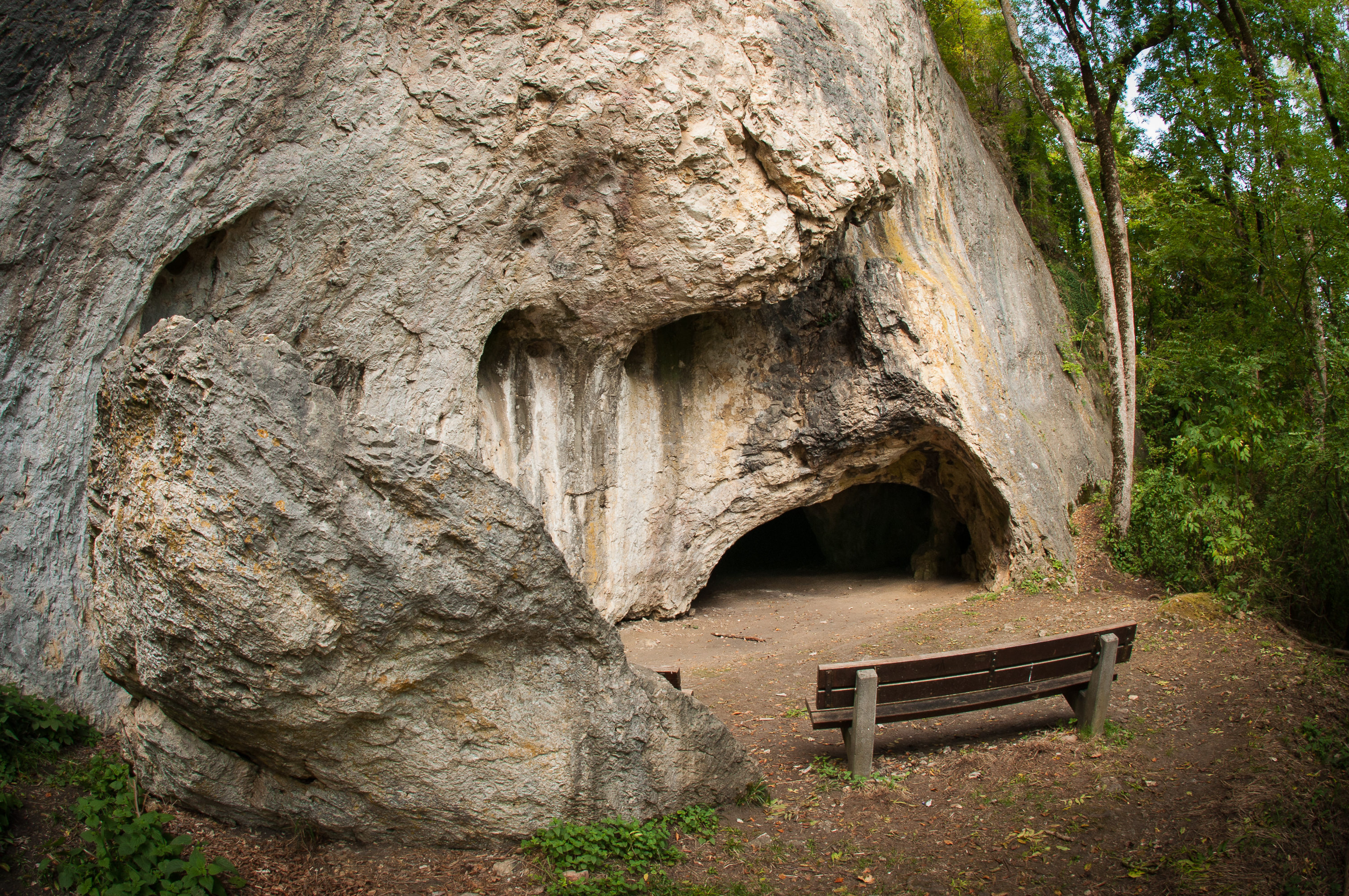
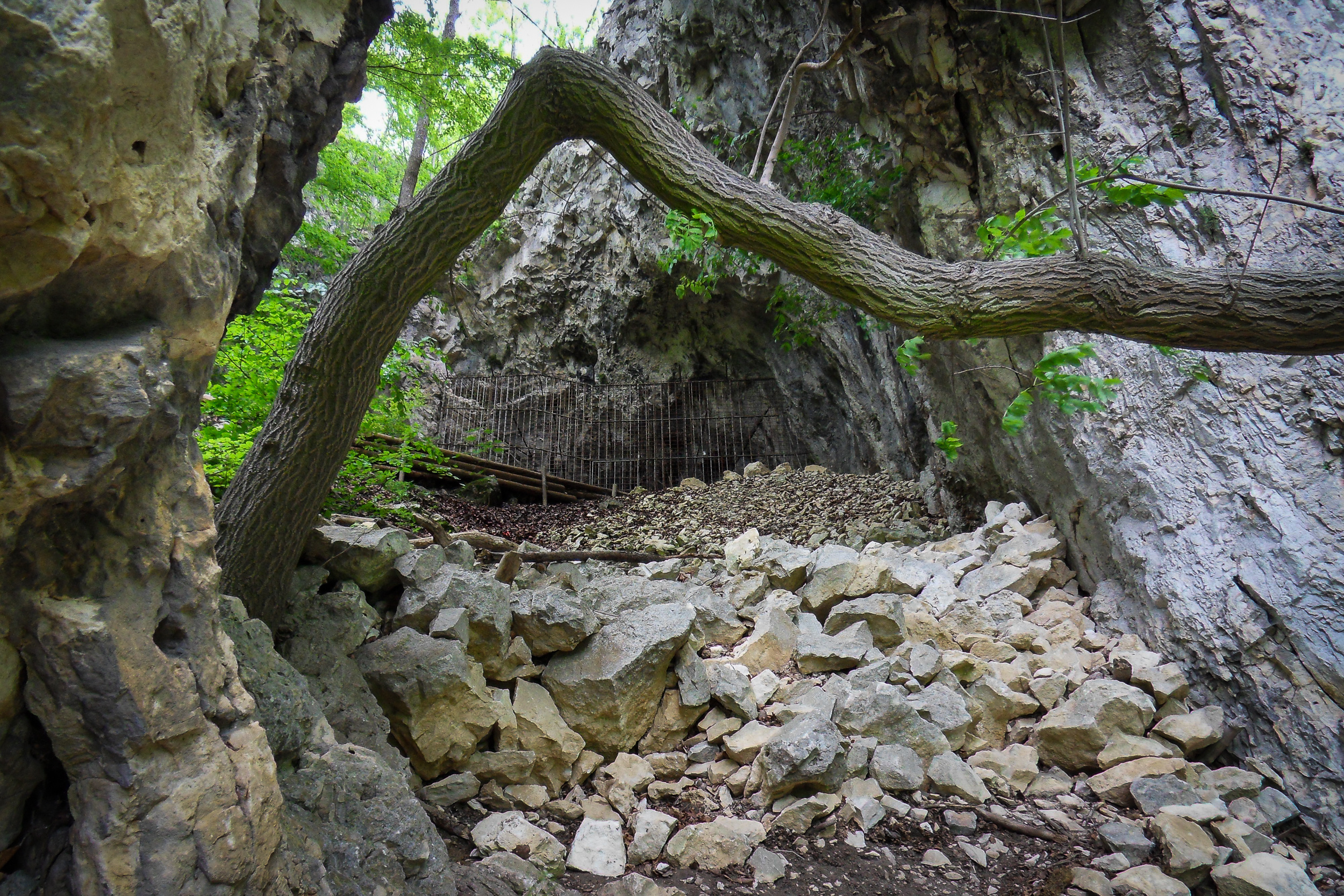
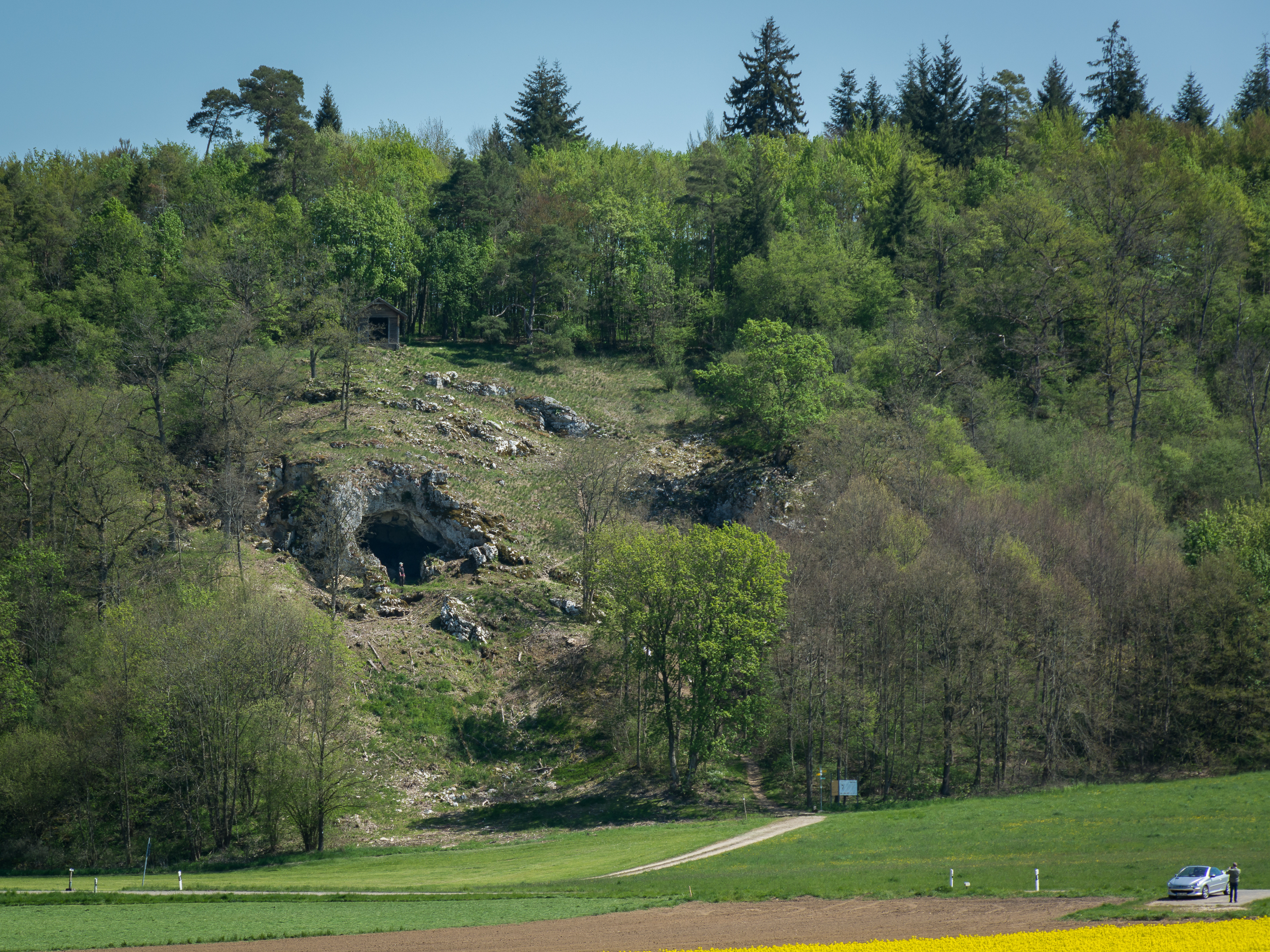
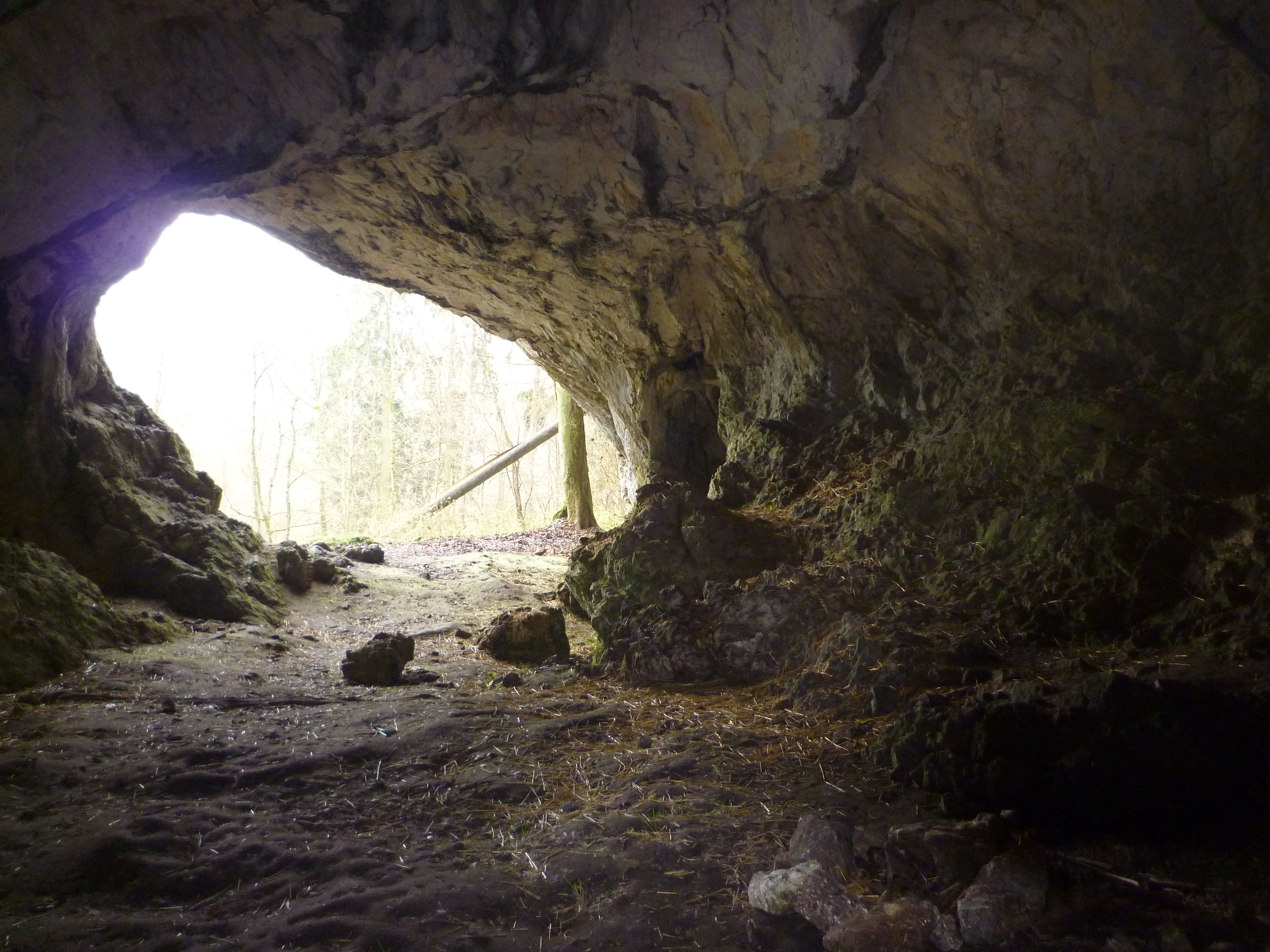
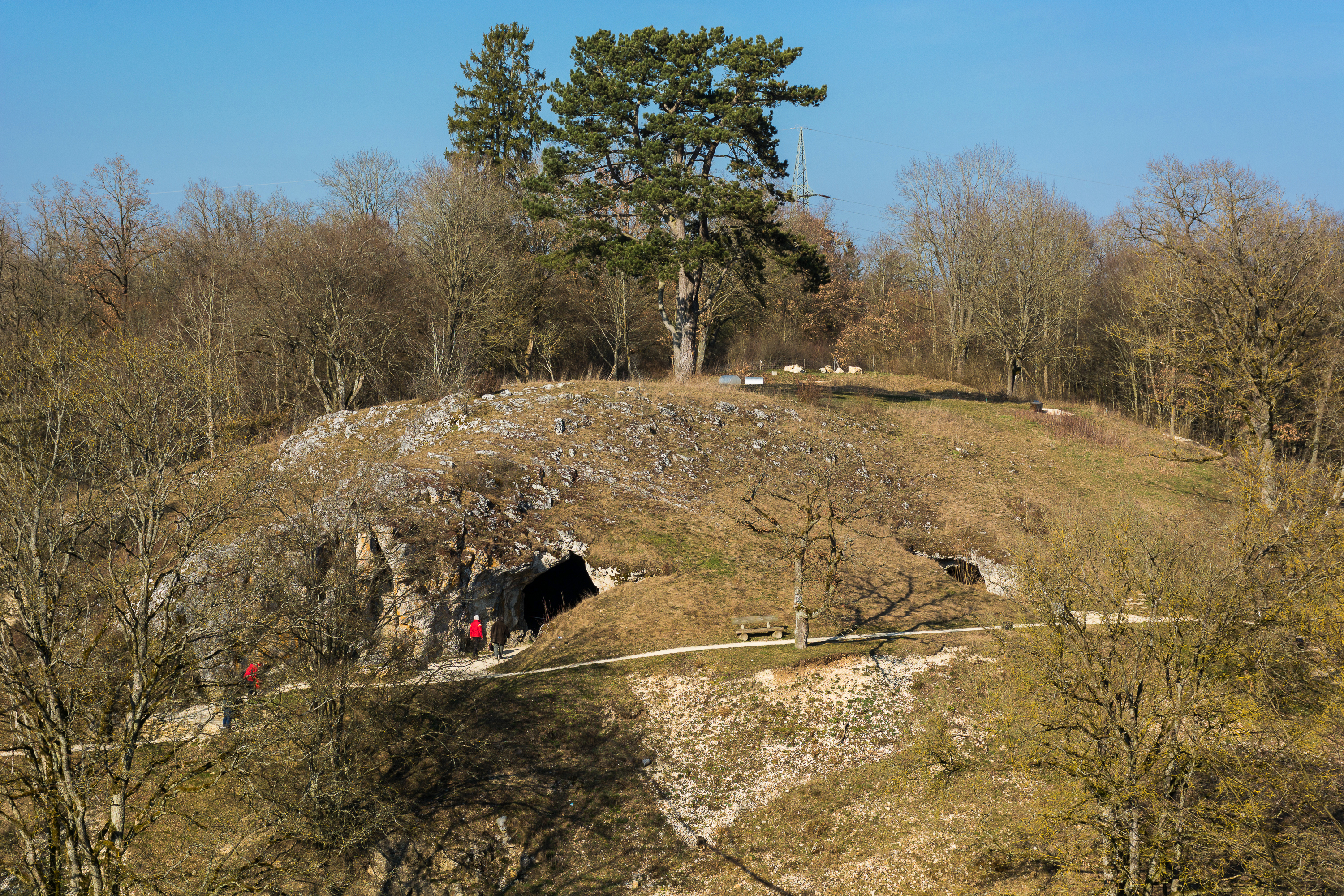